# Vernon Carrington
Vernon „Prorok Gad” Carrington (ur. 1 listopada 1936, zm. 22 marca 2005) – założyciel odłamu Ruchu Rastafari o nazwie 12 Plemion Izraela (1968). Członkowie tego odłamu widzą w nim osobę, która rozpoczęła repatriacje członków Rastafari do Afryki. Był również członkiem Światowej Federacji Etiopskiej, którą założył Haile Selassie I.